# Reches Mitla
Reches Mitla (hebrejsky: רכס מתלה, arabsky: Ras Mithilia) je hora o nadmořské výšce okolo 350 metrů v severním Izraeli.
Leží v severozápadní části pohoří Karmel, cca 8 kilometrů jižně od centra Haify a cca 1,5 kilometru severozápadně od vesnice Bejt Oren. Má podobu hřbetu s převážně zalesněnými svahy, které na všech stranách přecházejí do rozsáhlejšího lesního komplexu. Na severní straně terén prudce klesá směrem do údolí vádí Nachal Sfunim, na jižní straně je to vádí Nachal Mitla. Na západní straně se svahy rychle sklánějí do pobřežní planiny. Vrcholová partie má plochý charakter, na západním okraji vystupuje do nejvyšší výšky na kótě 342, na východním okraji, poblíž vesnice Bejt Oren, je to kóta 372.
V prosinci 2010 bylo okolí hory postiženo lesním požárem, který zničil velkou část zdejších lesů a poškodil i vesnici Bejt Oren.